# Маленковская (платформа)
Маленко́вская — остановочный пункт Ярославского направления Московской железной дороги в городе Москве. Назван в честь первого председателя Сокольнического райсовета Емельяна Маленкова, вопреки распространённому заблуждению, председатель Совета министров СССР Георгий Маленков не имеет к названию никакого отношения.
Состоит из одной островной и двух боковых платформ (всего 5 путей). Платформы соединены подземным переходом, выходящим к Рижскому проезду. В средней части над всеми платформами установлен полупрозрачный навес.
Время движения от Ярославского вокзала составляет 9—11 минут. В сутки останавливаются около 120 пар пригородных поездов, а около 55 пар проезжают без остановки. В июне 2016 года на платформе были установлены турникеты.
В августе 2018 года проложен 5 главный путь со стороны парка «Сокольники». С 13 января 2020 года открыт 5 путь на участке Москва—Лосиноостровская.
Справа к платформе подходит 4-й Лучевой просек, слева, параллельно железнодорожным путям расположен Рижский проезд, он пересекается с улицей Кибальчича, буквально «втыкающейся» в платформу.

## Реконструкция
В апреле 2016 года начался демонтаж платформы № 3 (3 путь) в ходе работ по расчистке полотна под строительство 5-го пути.
Также в планах была организация ТПУ «Маленковская»: за счёт сноса гаражей планировалось построить современный терминал РЖД и многофункциональный комплекс с торговым центром, фуд-кортом, офисами и перехватывающими паркингами. Однако от этого проекта отказались в 2015 году 

## Платформа
| Платформа | Тип поезда   | Место назначения                | примечания          |
| --------- | ------------ | ------------------------------- | ------------------- |
| 1         | Электропоезд | На Ярославский вокзал           | Боковая платформа   |
| 2         | Электропоезд | На Ярославский вокзал           | Островная платформа |
| 2         | Электропоезд | На Мытищи, Балакирево и Фрязево | Островная платформа |
| 3         | Электропоезд | На Мытищи, Балакирево и Фрязево | Боковая платформа   |

## Наземный общественный транспорт
На этой станции можно пересесть на следующие маршруты городского пассажирского транспорта:
- Автобусы: 286, 414, 714